# Новокусковское сельское поселение
Новоку́сковское се́льское поселе́ние — муниципальное образование в Асиновском районе Томской области Российской Федерации.
Административный центр — село Ново-Кусково.

## История
Статус и границы сельского поселения установлены Законом Томской области от 9 сентября 2004 года № 193-ОЗ «О наделении статусом муниципального района, поселения (городского, сельского) и установлении границ муниципальных образований на территории Асиновского района».

## Население
| 2002  | 2010  | 2012  | 2013  | 2014  | 2015  | 2016  |
| ----- | ----- | ----- | ----- | ----- | ----- | ----- |
| 2066  | ↗2270 | ↗2292 | ↘2246 | ↘2184 | ↘2117 | ↘2115 |
| 2017  | 2018  | 2019  | 2020  | 2021  |       |       |
| ↘2057 | ↘2020 | ↘1968 | ↗1979 | ↘1970 |       |       |

## Состав сельского поселения
| № | Населённый пункт | Тип населённого пункта       | Население |
| - | ---------------- | ---------------------------- | --------- |
| 1 | Казанка          | село                         | ↘219      |
| 2 | Митрофановка     | деревня                      | ↘21       |
| 3 | Ново-Кусково     | село, административный центр | ↗1386     |
| 4 | Старо-Кусково    | деревня                      | ↘116      |
| 5 | Филимоновка      | село                         | ↘228      |

Постановлением Государственной думы Томской области № 397 от 28 ноября 2002 года упразднено село Ивано-Богословка Новокусковской сельской администрации.